# Миниола (Ајова)
Миниола (енгл. Mineola) насељено је место без административног статуса у америчкој савезној држави Ајова.

## Демографија
По попису из 2010. године број становника је 166.
| Група             | 2000.    | 2010.       |
| Белци             | 0 (0,0%) | 160 (96,4%) |
| Афроамериканци    | 0 (0,0%) | 6 (3,6%)    |
| Азијати           | 0 (0,0%) | 0 (0,0%)    |
| Хиспаноамериканци | 0 (0,0%) | 0 (0,0%)    |
| Укупно            | 0        | 166         |